# Thelypteris scalaris
Thelypteris scalaris är en kärrbräkenväxtart som först beskrevs av Hermann Christ, och fick sitt nu gällande namn av Arthur Hugh Garfit Alston. Thelypteris scalaris ingår i släktet Thelypteris och familjen Thelypteridaceae. Inga underarter finns listade.